# Colostygia atlinensis
Colostygia atlinensis là một loài bướm đêm trong họ Geometridae.